# Zeit für Frühling
Zeit für Frühling ist ein deutscher Fernsehfilm von Lutz Konermann. Er wurde am 31. Januar 2016 erstmals im ZDF ausgestrahlt und ist die 10. Episode der Frühling-Fernsehserie.
Der Film erzählt die Geschichte der Dorfhelferin Katja Baumann, gespielt von Simone Thomalla, die Familien in Notsituationen zur Seite steht und gleichzeitig versucht, Frühling in die Herzen der Menschen zu tragen. Es ist der zehnte Film einer Reihe, in deren Mittelpunkt die Menschen des Dorfes mit Namen Frühling stehen.
Marco Girnth ist in einer wiederkehrenden Rolle als Tierarzt Mark Weber besetzt und Carolyn Genzkow als Katjas Tochter Kiki sowie Johannes Herrschmann als Pfarrer Sebastian Sonnleitner. Die Haupt-Gaststars dieser Folge sind Merab Ninidse, Ava Celik, Picco von Groote, Karin Giegerich, Janek Rieke und Peter Sattmann.

## Handlung
Franz Holzner betreibt einen kleinen Fischzuchtbetrieb in den bayerischen Voralpen, mit dem er sich und seine kleine Familie ernährt. Während er an den Teichen arbeitet und seine Frau Sandra gerade im Haus zu tun hat, spielt Lilly, die Tochter der Holzners, allein vor dem Haus. In einem unbeobachteten Moment startet sie beim Spielen das Familienauto, das sich daraufhin in Bewegung setzt. Vater Franz will ihr nacheilen, stürzt und zieht sich einen Kreuzbandriss zu, was eine Operation erforderlich macht. Bei dieser OP assistiert Katja Baumanns Tochter Kiki, die eine Ausbildung im Krankenhaus begonnen hat, erstmals. Ihre Mutter erhält parallel den Auftrag, sich als Dorfhelferin um die Familie und den Fischereibetrieb zu kümmern. Das geht Katja mit ihrem gewohnten Optimismus an und arbeitet sich schnell in die Fischzucht ein. Während sie ihre ersten geräucherten Forellen verkauft, läuft die Operation im Krankenhaus nicht wie gewünscht ab. Franz wird an beiden Knien operiert und fällt somit noch länger aus als erwartet.
Nach dem langen Arbeitstag trifft Katja zu Hause auf eine recht verstörte und schlecht gelaunte Kiki. Auf Katjas Fragen weicht ihre Tochter aus und zieht sich zurück. Auch bei den Holzners gibt es Probleme, als ein Kunde wegen unpünktlicher Lieferung seine Bestellung storniert. Katja bemerkt die Spannungen, die zwischen den Eheleuten herrschen, nachdem Franz wieder nach Hause kommt und vom Rollstuhl aus bei der Arbeit nicht helfen kann. Zudem erscheint ihr die Erklärung, warum beide Beine operiert werden mussten, nicht schlüssig und sie rät den Holzners, eine finanzielle Entschädigung von der Klinik zu verlangen. Zunächst einmal sollten sie sich die Krankenakten geben lassen und einen Rechtsanwalt einschalten. Sandra Holzner spricht daraufhin mit dem Klinikleiter, der sie prompt vertröstet, wodurch sich der Verdacht verhärtet, dass Franz Holzner das Opfer eines Ärztefehlers geworden ist. Katja schaltet sich ein und erfährt dadurch, dass Kiki bei der OP zugegen war, obwohl sie es ihr gegenüber geleugnet hatte. Sie spricht ihre Tochter darauf an, doch Kiki verweigert sich und verweist auf ihre Schweigepflicht. Damit gerät auch Katja in einen Interessenkonflikt, denn wenn sie den Holzners weiter hilft gegen das Krankenhaus vorzugehen, arbeitet sie womöglich gegen ihre eigene Tochter. Zum Glück löst sich dieses Problem, als sich die Holzners entscheiden, nicht zu klagen. Franz erfährt durch seinen Unfall, wie es ist, endlich mal Zeit für die Familie zu haben und genießt es. Ein ewiger Rechtsstreit könnte ihm diese Idylle verleiden und das will er nicht. Nachdem Katja herausgefunden hat, dass ihre Tochter an der doppelten OP mit schuld ist, weil sie das zu operierende Knie hatte markieren sollen und dabei links mit rechts verwechselt hatte, ist sie sehr froh darüber, wie sich der Fall letztendlich entwickelt hat.
Katja findet mit all ihren Problemen Trost bei ihrem Freund Cem. Er ist überraschend von Berlin gekommen und verschönert ihr ein wenig die Tage. Letztendlich vertraut auch Kiki ihrer Mutter wieder an. Sie spricht mit ihr über ihre Probleme und meint, dass sie eben für eigene Fehler auch die Verantwortung zu tragen habe. Die Ausbildung im Krankenhaus gibt Kiki auf, weil sie diese eigentlich nur ihrer Mutter zuliebe begonnen hatte und nicht, weil sie davon überzeugt ist, diesen beruflichen Weg einschlagen zu wollen.

## Produktion
Die Episode wurde vom ZDF in Zusammenarbeit mit „Seven Dogs Filmproduktion“ und UFA Fiction produziert und im Rahmen der ZDF-„Herzkino“-Reihe ausgestrahlt.

## Rezeption

### Einschaltquote
Bei der Erstausstrahlung am 31. Januar 2016 wurde Zeit für Frühling in Deutschland von 4,68 Millionen Zuschauern gesehen, was einem Marktanteil von  12,0 Prozent entsprach.

### Kritik
Rainer Tittelbach von tittelbach.tv kommt zu der Wertung: „Die Geschichten sind nicht mehr so reizvoll, wie es die Kombination aus dem im Fernsehen bis dahin unerzählten Helferberuf mit den Elementen der Familienserie und des modernen Heimatfilms, im Wellness-Dramödien-Stil verpackt, zum Start versprach. Das Helfer-Muster hat sich ein wenig abgenutzt. Dafür besitzt das (horizontal) Serielle seinen Reiz. ‚Zeit für Frühling‘ ist zudem nicht mehr ganz so überladen mit Problemen, wirkt wieder frischer und das Paar in Not überzeugt in moralischer wie schauspielerischer Hinsicht.“
Die Kritiker der Fernsehzeitschrift TV Spielfilm zeigten für diese Folge mit dem Daumen zur Seite und werteten: „Eingebettet in ‚Herzkino‘-übliches Musikgeklimper und platte Glückskeksdialoge, ist der zentrale Konflikt tatsächlich interessant: Hin- und hergerissen steht die wackere Dorfhelferin zwischen Loyalität zur Familie und dem Kampf um Gerechtigkeit. Leider löst sich am Ende alles lebensfern, aber sendeplatztypisch in Wohlgefallen auf.“ Fazit: „Im Ansatz stark - als weicher Quark gelandet.“